# Piotr Kouzmitch Kozlov
Pour les articles homonymes, voir Kozlov.
Piotr Kouzmitch Kozlov (en russe : Пётр Кузьмич Козлов), né le 16 octobre 1863 à Doukhovchtchina et mort le 26 septembre 1935 à Peterhof près de Leningrad, est un explorateur russe qui continua l'étude de la Mongolie et du Tibet entreprise par Nikolaï Prjevalski.

## Biographie
Bien que destiné par ses parents à une carrière militaire, sa rencontre avec Prjevalski est déterminante et il choisit de le suivre dans ses expéditions en Asie centrale. Après la mort de son mentor, il continuera ses voyages en Asie sous la direction de ses successeurs Pevtsov (ru) et Roborovski (ru). En 1895, il est amené à remplacer Roborovski, souffrant, en cours d'expédition. De 1899 à 1901, il explore puis décrit plus tard dans un ouvrage, le cours supérieur du fleuve Jaune, du Yang-tsé-Kiang et du Mékong.
Au début des années 1900, au plus fort des rivalités du Grand Jeu, Kozlov est en compétition avec Sven Hedin et Aurel Stein pour l'exploration du Xinjiang. Bien qu'il soit en bons termes avec Hedin et les autres explorateurs étrangers, le gouvernement britannique, représenté par le consul à Kachgar, George Macartney, surveille ses déplacements en Asie centrale. En 1905, la rencontre de Kozlov et du 13e dalaï-lama à Ourga donne « des sueurs froides au War Office britannique ».
Au cours de l'expédition de 1907-1909, Kozlov explore le désert de Gobi et découvre les ruines de Khara-Khoto, ville tangoute vaincue par la Chine de la dynastie Ming en 1372, puis abandonnée. Les fouilles entreprises lui prennent plusieurs années et il ramène à Saint-Pétersbourg pas moins de 2 000 livres en langue tangoute découverts sur le site. Kozlov a décrit ses découvertes dans un ouvrage volumineux intitulé La Mongolie, l'Amdo et la ville morte de Khara-Khoto (1923).
Alors qu'il visite le monastère de Kumbum, il rencontre une seconde fois le dalaï-lama en février 1909, qui l'invite à Lhassa, en faisant le seul voyageur occidental à qui il ouvre la « ville interdite ». 
Sa dernière expédition au Tibet et en Mongolie (1923-1926) a permis la découverte d'un nombre sans précédent de tombes Xiongnu (kourganes) à Noïn-Oula. Après avoir rapporté à Saint-Pétersbourg des échantillons de tissus de Bactriane datés de plus de 2 000 ans, Kozlov cesse toute activité scientifique et se retire à Peterhof, ville proche de Leningrad où il meurt en 1935.

## Source
- (en) Cet article est partiellement ou en totalité issu de l’article de Wikipédia en anglais intitulé « Pyotr Kozlov » (voir la liste des auteurs).